# Kansas (řeka)
Kansas (anglicky Kansas River) je řeka v USA ve státě Kansas. Je dlouhá 500 km od soutoku zdrojnic a 1000 od pramene Smoky Hill. Povodí řeky zaujímá plochu 158 800 km² včetně rozsáhlé bezodtoké oblasti

## Průběh toku
Vzniká soutokem řek Republican, Smoky Hill, které pramení na planinách v předhůří Skalnatých hor. Protéká Vysokými planinami, jež jsou částí Velkých planin. Ústí zprava do Missouri.

## Vodní stav
Průměrný roční průtok vody v ústí činí 184 m³/s, maximální 14 000 m³/s a minimální 4,5 m³/s. Nejvyšších stavů dosahuje na jaře, zatímco v létě je vodní stav nízký. K povodním v důsledků dešťů dochází po celý rok.

## Využití
Využívá se na zavlažování. Leží na ní města Topeka a Kansas City.